# Venetica
Venetica — компьютерная игра в жанре CRPG,
созданная компанией Deck13 Interactive и выпущенная dtp entertainment.

## Игровой процесс
Игровой мир поделен на коридорные локации. Безопасные днем кварталы в ночное время наполняют бандиты и монстры. Героине приходится часто спускаться в городские катакомбы, а также совершать путешествия в потусторонний мир.
Совершенствовать свои навыки Скарлетт приходится у учителей, которых можно встретить в городе. Некоторые умения можно получить только после вступления в соответствующую гильдию. В игре также активно используется магия.
Боевая система сочетает серии ударов и особые приемы, игроку доступны подкаты и блоки. Сражения проходят в режиме реального времени.
Deck13, ранее занимавшиеся разработкой адвенчур, привнесли в игру несколько элементов, характерных для этого жанра.

## Сюжет
Смерть в этом мире — выборная должность, которая назначается по решению Совета и выполняет его указания. Человек, избранный на этот пост наделяется огромной властью и обретает сверхъестественные способности.
В этот раз Совет совершил ошибку и пост занял некромант Виктор, решивший использовать свежеобретенные возможности для достижения своих темных целей. Совет оказался не в силах что-либо противопоставить Виктору и обратился за помощью к Скарлетт — дочери предыдущего человека на должности «cмерти», которая унаследовала некоторые из способностей своего отца.
Действие игры разворачивается на улицах средневековой Венеции.

## Отзывы
| Сводный рейтинг | Сводный рейтинг |
| Агрегатор       | Оценка          |
| --------------- | --------------- |
| GameRankings    | 43,85 %         |